# Cartonema baileyi
Cartonema baileyi là một loài thực vật có hoa trong họ Commelinaceae. Loài này được F.M.Bailey mô tả khoa học đầu tiên năm 1902.